# X Makeena
X Makeena est un groupe de musique électronique français, originaire de Rennes, en Bretagne. Musicalement, le groupe se catégorise dans le drum and bass, le hip-hop et le dub. X Makeena se sépare en 2011, les membres souhaitant se consacrer à leurs projets personnels.

## Biographie

### Débuts etDeath on the Wax(2001—2006)
X Makeena est formé en 2001 à Rennes, et se compose de deux frères, Stefo et Nico (respectivement à la basse et aux machines), et de Vicking et Says (chant). Le groupe se fait remarquer par des programmateurs bretons lors d’une soirée Foutadawa à L’Antipode en 2002. S’ensuit une série de concerts en Bretagne (Transmusicales, Astropolis, Panoramas...) qui s’étend progressivement à d’autres villes françaises et à la Belgique.
Death on the Wax, leur premier album, sort en avril 2004 au label Foutadawa, collectif rennais de groupes auto-produits (Percubaba, Strup X, Yosh...), mais également comme album auto-produit,. Il contient la contribution de Sev et Koulechov d'Aïwa, et le chanteur mongol Amraa. Après une prestation aux Vieilles Charrues, X Makeena est invité au Festival de musique émergente au Québec, et dans les clubs de Toronto, Canada. le groupe est déjà activement soutenu par l’ATM (Transmusicales, Ubu). Il est alors programmé à la suite des Beastie Boys aux Trans devant leur public à Rennes. Suivront les Trans en Norvège, et à Pékin, en Chine.
Le groupe devient lauréat du FAIR 2005. X Makeena fait plus de 70 dates de 2005 à 2006 dans toute la France ainsi qu’en Belgique, en Bulgarie et en Norvège.

### Instinctive dérive(2007—2008)
Leur deuxième album, intitulé Instinctive dérive, sort le 14 avril 2007, trois ans après le premier. Il contient 11 chansons avec la contribution de Bleubird ou encore Robert le Magnifique. Outre-manche, il est distribué par Mekkis/PIAS. Pour le journal canadien Voir, « on capte bien l’univers sombre et glauque de X Makeena, un décor postnucléaire campé dans une zone d’usines dévastées où des restes de liquides chimiques suintent encore des tuyaux rouillés et à demi arrachés, où les rats grouillent dans l’ombre, entre les flaques d’eau stagnantes. »
L'année 2007 devient une étape importante dans la vie du groupe avec la création d’un nouveau spectacle avec l’aide de l’Antipode et de l’ATM. Le groupe fait appel au scénographe Gildas Puget (Chtou-Cie Qualité Street) et au collectif d’éclairagistes Light FX pour mettre au point une scénographie innovante utilisant des structures modulables et mobiles permettant au groupe de se déplacer sur scène et de faire varier l’espace scénique sur le thème de la dualité homme/machine. Le spectacle est joué une centaine de fois jusqu’à fin 2008 et a permis au groupe d’élargir son champ d’action avec une tournée en Inde, au Québec, des concerts en Indonésie, Cambodge, Laos, Espagne, Pays-Bas, Suisse, et Belgique. Au cours de cette tournée, les musiciens ont animé des ateliers d’initiation à la musique assistée par ordinateur et au beat-box.
À partir du 14 avril 2008, le groupe part en tournée dans toute la France et passe par la Belgique (Dour festival, Les Ardentes à Liège, Verdur Rock à Namur), le Québec avec notamment un retour à Rouyn-Noranda pour le 5e Festival des musiques émergentes, et par l'Espagne (BAM Festival et Festival Frenetik à Barcelone). La fin de l'année 2008 est marquée par d'autres concerts à l'étranger, avec une tournée à La Réunion, en Inde, au Laos, en Indonésie et au Cambodge.

### Derrière l'œilet séparation (2009—2011)
En 2009, le groupe se compose de Nico (programmation, machines), Stefo (basse), Says (chant, beatbox), Vicking (chant, beatbox) et Karlton (beatbox). Après un an de préparation, X Makeena revient sur scène présenter son nouvel album, Derrière l'œil, le 25 septembre 2009,. Le groupe lance un nouveau spectacle à Rennes à l’Antipode et au Jardin Moderne avec Gildas Puget à la mise en scène et effets-lumières. De nouvelles disciplines seront intégrées pour un spectacle toujours plus innovant.
Le groupe se sépare en 2011, avec l'envie pour les membres de se tourner chacun vers des projets plus personnels,. Vicking, par exemple, a créé son propre duo, La Rose noire. Après dix années de carrière, trois albums et près de 300 concerts donnés à l'international, X Makeena effectue un concert d'adieu le 21 octobre 2011 à la salle de la cité de Rennes, aux côtés du groupe local Strup X. Says explique : « c’est l’œuvre du temps. Nous ne sommes pas fâchés, mais chacun a juste besoin de faire autre chose. [...] En dix ans tu as vite fait de te noyer dans l’identité du groupe. C’est le moment pour nous de faire le point sur nos vies, de gérer une vie sociale et de créer autre chose ».

## Style musical
Le style musical du groupe a été classé par la presse spécialisée sous les genres « dub-électro-hip hop », drum and bass, dub, electro-dub, electronica, dubstep,, hip-hop, et ragga.

## Discographie

### Albums studio
- 2004 : Death on the Wax

1. Jazzmatik
2. 'Grappes égarées
3. Terra incognita
4. Gong Five (feat. Aiwa)
5. Dreams and Stéréotypes
6. Xperts
7. Khuumin khatiraan
8. Long Shot
9. Xtreme Long Shot
10. Gratrev

- 2007 : Instinctive dérive

1. Marche mouteuse
2. Noise Conspiracy (feat Bleubird & Powskii)
3. Al comor
4. Frenetik
5. The Chase
6. Humain
7. Karma
8. Hollow Eyes
9. En orbite (feat. Robert le Magnifique)
10. Karma (Mtx rmx)
11. Watch Me Explode

### Autres
- 2007 : 9 Km 450, ils réalisent le titre La Poterie[15],[16]

## Anciens membres
- Nico — programmation, machines
- Stefo — basse, synthétiseur, graphisme
- Says — chant, beatbox
- Vicking — chant, beatbox
- Karlton — beatbox, personnages
- Gravier — management / régie / prod
- Mad Fab — son façade et album
- Bast — création lumières (effets)
- Chtou — mise en scène